# Brick Like Me
«Brick Like Me» (укр. «Схожий на цеглину, як я») — двадцята серія двадцять п'ятого сезону мультсеріалу «Сімпсони», прем'єра якої відбулась 4 травня 2014 року у США на телеканалі «Fox».
Серія є ювілейною, 550-ю за порядком виходу в етер.

## Сюжет
Гомер прокидається і виявляє, що все навколо зроблено з цеглинок Lego. Однак не може усвідомити різниці…
У світі Lego Барт Сімпсон ненавмисно руйнує будівлю школи, ганяючись за скунсом, якого Мілгаус купив для уроку «Покажи і розкажи». Як покарання директор Скіннер змушує Барта перебудувати школу з конструктора.
Тим часом Гомер відвідує магазин продавця коміксів, щоб забрати іграшковий набір «Магазин принцеси Петті», замовлений на день народження Ліси. Коли Гомер торкається коробку, він бачить галюцинації з минулого (у вигляді «реального» світу)…
Гомер подарував набір Лісі і допомагає їй з будівництвом. Після закінчення він каже доньці, що граючись з нею йому «насправді» не було нудно…
Коли Гомер розповідає про побачене Lego-Мардж, та заспокоює його припускаючи, що, це було лише марево. Однак, згодом у Гомера повсюди знову з'являються галюцинації, пов'язані з реальністю. Коли Гомер дивиться у дзеркало, він бачить себе «реального». Його ніхто не сприймає всерйоз, але галюцинації частішають і доводять його до божевілля… Згодом його руки стають м'ясними, з пальцями, коли він відвідує церкву і відкрито ставить під сумнів існування цього світу.
Тим часом Барт з наявних цеглинок перебудовує школу на класне місце для дітей. Однак, Скіннеру це не подобається, бо «школа має бути схожа на в'язницю». Коли Барт закінчує будувати, Скіннер додає йому ще купу наборів…
Прийшовши знову в магазин коміксів, Гомер знову торкається коробки набору, де знову бачить галюцинацію… Він з Лісою будує модель Спрінґфілда з «Lego» для конкурсу конструкторів. Гомеру в піднесеному настрої вдається знайти спільний інтерес з дочкою. Проте, Ліса вирішує піти подивитися новий фільм «Смертельні ігри» з дорослими дівчатами, що змушує Гомера самому виступити на конкурсі. Коли Гомер мріє жити в Lego-Спрінґфілді, де «все підходить одне одному, і ніхто не страждає», гігантський конструктор падає на Гомера, збиваючи його з ніг…
У Lego-світі продавець коміксів пояснює, що їхній світ — це фантазія, де Гомер завжди може проводити час з Лісою. Гомер сприймає це як нову реальність і радіє їй.
Під час гри з Lego-Лісою Гомер розуміє, що більше ніколи не зазнає на собі іншу частину «реального» життя. Він вирішує, що повинен повернутися до реальності. Гомер вирушає до магазину коміксів і дізнається, щоб потрапити знову до своєї реальності і звільнитись від фантазії, він повинен відкрити коробки з набором. Однак, продавець коміксів розкриває себе як частину Гомера, що хоче лишитись у Lego-світі. Джефф продовжує зміцнювати свій магазин і скликає Lego-піратів і ніндзя на Гомера, щоб той не дістався до коробки. Почувши крики Гомера про допомогу, Lego-Барт будує гігантського робота з різних наборів ігор, збиває піратів і ніндзя, і знищує магазин. Гомер знаходить набір і відкриває його, остаточно повертаючись до реальності…
Гомер приходить до тями на конкурсі Lego і возз'єднується з Лісою. Гомер розповідає Лісі про свій сон і уроки виховання, які він засвоїв. Гомер усвідомлює, що не може заборонити Лісі дорослішати і відправляє її на «Смертельні ігри».
У фінальній сцені Гомер і Мардж сидять за Лісою та її друзями в кінотеатрі на «Смертельних іграх». Гомер скаржиться на фільм, в той час як Мардж насолоджується ним і багаторазово затикає Гомера.

## Виробництво
16 лютого 2014 року було оголошено, що серія вийде в етер 4 травня 2014 року і стане 550-им епізодом шоу.
У квітні 2014 року в інтерв'ю виданню «TVGuide» Метт Селман, шоуранер цієї серії, заявив, що на створення епізоду пішло 2 роки. Він додав:
|  | Це удвічі більше часу, ніж потрібно для того, щоб зробити одну регулярну серію — і це занадто довго, щоб комедійні персонажі мали ті ж [актуальні] жарти. По-перше, нам довелося переконати [виконавчого продюсера] Джеймса Брукса та іншого шоураннера Ела Джіна, що епізод про LEGO — це справді чудова ідея, а не просто привід для нашого штату ботаніків, які виросли у 1970-х, щоб збити жарти про LEGO. Там мала бути справжня емоційна історія. |

Команда «Сімпсонів» також повинна була отримати схвалення компанії «LEGO». Джил Вілферт, віце-президент «Lego Group» з питань ліцензування та розваг, говорила: «Ми досить вимогливі до того, як представлений наш бренд, і „Сімпсони“, які так відомі своєю сатирою, мають свою власну точку зору…»
Ідея виникнення епізоду з'явилась за кілька років до того, коли компанія, що займається іграшками, звернулася до «Fox», щоб виготовити Lego-набір будинку Сімпсонів, з міні-фігурками Гомера, Мардж, Барта, Ліси, Меґґі та Неда Фландерса, які надійшли у продаж у лютому 2014. Доки товар виготовлявся, Вілферт запропонувала ідею сцени на дивані у стилі Lego. На що команда «Сімпсонів» швидко відповіла: «Забудьте про диванний прикол; давайте зробимо цілу серію!»
Виконавчий продюсер Ел Джін також пояснив, що епізод не намагається скопіювати «Lego Фільм» 2014 року, сказавши: «Ніхто з нас не бачив фільму до самого кінця процесу — ще довго після встановлення нашої історії».
Сценарист серії Брайан Келлі розповів, що обширний CGI-епізод змусив команду працювати по-новому: «В такому стилі анімації все потрібно було визначити дуже рано, тобто ми повинні були зупинитися на своїй історії і наших жартах, і поспішити з ними, не маючи права на помилку. Крім того, кожен персонаж, який ми використовували, треба було побудувати із тривимірної моделі, що забрало багато часу та грошей» Келлі також пояснив, що довга сцена у церкві дала команді можливість включити всіх мешканців Спрінґфілда.
|  | Ми сильно старались, щоб зібрати якомога більше [персонажів], і посадити всіх у ці лавки. Ми були на кшталт «Більше персонажів! Більше персонажів!» тому що ми знали, що наша авдиторія буде нас ненавидіти, якщо хтось із їхніх улюбленців не стане Lego. Ви не побачите сеньйора Дзень-Дзень чи діда Сімпсона, але я думаю, що ми напхали всіх інших. |

Ел Джін також розповів про те, як Lego та «Сімпсони» легко підходять одне одному, зазначивши, що «певним чином, Lego-Сімпсони підходять ще простіше — і не лише тому, що персонажі та їхні мініфігури жовті. Обидва стилі подібні та оманливі своєю простотою».
В інтерв'ю «Entertainment Weekly» Браян Келлі також зазначив, що, переглянувши «Lego Фільм», зрозумів, що сюжет у чомусь схожий на сюжет серії. В результаті, епізодична поява персонажів Еммета та Люсі наприкінці епізоду, а також жарт про подібні сюжети, було додано у 2D-світ наприкінці виробництва. Також у процесі редагування було видалено кілька сцен. Гомер мав проходити між світами за допомогою магічного тунелю, як у «Lego Фільмі». Коротку сцену на будівництві також було опущено, оскільки Еммет з «Lego Фільмі» був будівельником, і у фільмі була велика сцена на будівництві.
Для фінального жарту серії Метт Селман радився з автором книги «Сімпсони та їх математичні таємниці» Саймоном Сінгхом. Він хотів бути повністю впевненим у віці Всесвіту та кількості шматочків (кількості атомів у Всесвіті), оскільки думав: «Фанати ніколи не пробили б нам, якби у нас не було точної кількості пластичних молекул у нашому мета-всесвіті».

## Цікаві факти і культурні відсилання
- На початку серії, прокидаючись, Гомер бурмоче: «Це не запроданство — це об'єднання брендів» (англ. «It's not selling out. It's co-branding. Co-branding!»), що є сатирою на саму серії.
- Гомер говорить про Lego-Меґґі: «Вони такі милі, коли вони Duplo», що є відсиланням на «Lego Duplo», лінійку цеглинок Lego, які призначені для дуже маленьких дітей. Цеглинки мають більші розміри, тому у світі Lego Мґеґі найбільша за розміром серед всіх інших членів родини Сімпсонів.
- «Смертельні ігри» (англ. «The Survival Games») є пародією на франшизу «Голодні ігри» (англ. «The Hunger Games»).
  - Наприкінці серії у кінотеатрі під час перегляду фільму «Смертельні ігри: Хоробра сміливість» Гомер каже, що хотів, щоб діти билися до смерті. Через 50 епізодів, у наступному ювілейному, 600-му епізоді, «Treehouse of Horror XXVII» перший сегмент буде пародією на «Голодні ігри» з дітовбивством.

## Ставлення критиків і глядачів
Під час прем'єри серію переглянули 4,39 млн осіб з рейтингом 2.0, що другим найпопулярнішим шоу на каналі «Fox» тієї ночі, після «Сім'янина».
Денніс Перкінс з «The A.V. Club» дав серії оцінку A-, сказавши, що серія — «це диво, задушевне, винахідливе, вишукано виконане і ретельно прописане на півгодини, яке підкріплює те, про що я говорив увесь сезон, — немає жодної причини, чому Сімпсони знову не можуть бути хорошими».
Тоні Сокол з «Den of Geek» дав серії чотири з половиною з п'яти зірок, сказавши:
|  | Серія не стогне. Це буде вважатися класикою. Не моя улюблена класика, але вона вже запам’ятовується і задовольняє. Через п’ять років шанувальники миттєво впізнають «епізод про Lego». Це було дивно захоплююче. Все підходить одне одному і ніхто не страждає. |

Тереза Лопес з «TV Fanatic» дала серії чотири з п'яти зірок, сказавши, що «хоча серія може затися повторенням популярного фільму, але шоу використовувало перероблений сюжет винахідливо і зворушливо».
Джессі Шедін з «IGN» дав епізоду 8,2 з 10, заявивши, що «подібність із „Lego Фільмом“ невтішна, але в цьому епізоді Сімпсонів ще є багато цікавого. Поки це шоу виходить в етер, будь-яке відхилення від норми вітається…»
У січні 2015 року режисера серії Метью Настюка було номіновано на премію «Енні» в категорії «Найкраще режисерування анімаційної програми».
У лютому 2015 року сценарист серії Браян Келлі здобув премію Гільдії сценаристів Америки в області анімації 2014 року.
2019 року видання «Screen Rant» назвало серію найкращою у 25 сезоні.
Згідно з голосуванням на сайті The NoHomers Club більшість фанатів оцінили серію на 5/5 із середньою оцінкою 4,21/5.